# 아카데미 작품상
아카데미 작품상(영어: Academy Award for Best Picture)은 영화 예술 과학 아카데미(AMPAS)가 해마다 영화 산업에서 일하는 영화 프로듀서에게 수여하는 아카데미상이다. 작품상 분야는 해마다 치르는 아카데미 시상식에서 작품상은 최고의 상으로 간주되므로 마지막으로 수여되는 상이 되며, 영화에 대한 모든 감독 및 배우 활동, 음악 작곡, 작가 활동을 아울러 대표한다. 2019년 시상식 기준으로 총 563편의 영화가 후보로 지명되었고, 그 중에서 92편이 수상하였다.

## 내력

### 명칭의 변화
1927년~1928년 공개작을 대상으로 했던 제1회 아카데미상 시상식에서는 최고상으로 여겨진 부문이 두 개 있었다. 하나는 '최고작품상' (Outstanding Picture)였고, 다른 하나는 '고유·예술작품상' (Unique and Artistic Picture)이었다. 최고작품상은 전쟁 대하극인 《날개》가 수상하였고, 예술작품상은 예술영화인 《선라이즈》가 받았다. 최고상이 두 가지 부문으로 갈린 것은 작품마다 우수한 제작 과정의 면모를 서로 다르면서도 동등하게 대우해야 하는 점을 고려했기 때문이었다고 한다.
다만 이듬해 아카데미 측은 고유예술작품상 부문을 폐지하고, 《날개》가 수상한 최고작품상이 아카데미상 수여 부문 중 최고상이라는 결정을 내리며, 이 변화를 소급 적용하였다. 이후로는 큰 변화 없이 상 부문의 명칭만 조금씩 바뀌어 왔으며 그 내력은 아래과 같다. 1962년 시상식부터는 'Best Picture'라는 명칭을 처음으로 사용해 지금까지 유지되고 있다.
- 1927/28년 → 1928/29년: Outstanding Picture
- 1929/30년 → 1940년: Outstanding Production
- 1941년 → 1943년: Outstanding Motion Picture
- 1944년 → 1961년: Best Motion Picture
- 1962년 → 현재: Best Picture

### 후보작과 수상자
초창기에는 작품상을 영화 제작사에게 수여하다가, 1998년부터 제작자에게 수여하기 시작하였다.
2011년 6월 14일 영화 예술 과학 아카데미는 2012년 시상식을 기점으로, 지명 과정 동안 특정 영화가 첫 투표 수의 5%를 얻은 경우 지명되는 숫자가 5~10개 영화로 다양할 수 있다고 발표하였다.

### 작품상과 감독상
아카데미 작품상과 감독상은 그동안의 내력을 봤을 때 매우 밀접한 관계가 있다. 작품상을 수상한 88편의 영화 가운데, 63편의 영화가 감독상도 함께 수상하였다. 감독상 후보에 오르지 못하면서도 작품상을 수상한 영화는 《날개》 (1926/28), 《그랜드 호텔》 (1931/32), 《드라이빙 미스 데이지》 (1989), 《아르고》 (2012), 《그린 북》 (2018) 등 총 5편이다. 반대로 초창기 두 영화 루이스 마일스톤의 《두 아라비아의 기사》 (1927/28), 프랭크 로이드의 《정염의 미녀》 (1928/29)는 감독상을 수상하고도 작품상 후보에 오르지 못하였다.

### 언어·국가별 현황
아카데미 작품상에 후보로 오른 작품 중 비영어권 영화는 총 11편에 불과한데, 《위대한 환상》 (프랑스어, 1938), 《제트》 (프랑스어, 1969), 《우트반드라나》 (스웨덴어, 1972), 《외침과 속삭임》 (스웨덴어, 1973), 《일 포스티노》 (이탈리아어/스페인어, 1995), 《인생은 아름다워》 (이탈리아어, 1998), 《와호장룡》 (중국어, 2000), 《이오지마에서 온 편지》 (일본어, 2006), 《아무르》 (프랑스어, 2012), 《로마》 (스페인어/믹스텍어, 2018), 《기생충》 (한국어, 2019)가 해당된다. 이 중에서 작품상을 수상한 영화는 《기생충》이 유일한 사례로 남아 있다.
아카데미 작품상 수상작 중에서 미국 이외의 순수 외국 자본으로 제작된 영화는 총 10편이다. 국가별로 따지면 영국이 8편으로 가장 많으며, 《햄릿》 (1948), 《톰 존스》 (1963), 《사계절의 사나이》 (1966), 《불의 전차》 (1981), 《간디》 (1982), 《마지막 황제》 (1987), 《슬럼독 밀리어네어》 (2008), 《킹스 스피치》 (2010)가 해당된다. 나머지 2편은 프랑스 자본으로 제작된 《아티스트》 (2011), 대한민국 자본으로 제작된 《기생충》 (2019)이다.

## 역대 수상작

### 1920년대 ~ 1930년대
| 연도                          | 제목                              | 원제                               | 제작사/제작자 |
| ----------------------------- | --------------------------------- | ---------------------------------- | ------------- |
| 1927/28년 (제1회)             |                                   |                                    |               |
| 《날개》                      | Wings                             | 파라마운트 페이머스 래스키         |               |
| 《시련》                      | The Racket                        | 더 캐도 컴퍼니                     |               |
| 《제7의 천국》                | 7th Heaven                        | 폭스                               |               |
| 1928/29년 (제2회)             |                                   |                                    |               |
| 《브로드웨이 멜로디》         | The Broadway Melody               | 메트로 골드윈 메이어               |               |
| 《알리바이》                  | Alibi                             | 피쳐 프로덕션                      |               |
| 《할리우드 리뷰》             | Hollywood Revue                   | 메트로 골드윈 메이어               |               |
| 《추억의 아리조나》           | In Old Arizona                    | 폭스                               |               |
| 《패트리어트》                | The Patriot                       | 파라마운트 페이머스 래스키         |               |
| 1929/30년 (제3회)             |                                   |                                    |               |
| 《서부 전선 이상 없다》       | All Quiet on the Western Front    | 유니버셜                           |               |
| 《빅 하우스》                 | The Big House                     | 코스모폴리탄                       |               |
| 《디즈레일리》                | Disraeli                          | 워너 브라더스                      |               |
| 《이혼녀》                    | The Divorcee                      | 메트로 골드윈 메이어               |               |
| 《러브 퍼레이드》             | The Love Parade                   | 파라마운트 페이머스 래스키         |               |
| 1930/31년 (제4회)             |                                   |                                    |               |
| 《시마론》                    | Cimarron                          | RKO 라디오                         |               |
| 《이스트 린》                 | East Lynne                        | 폭스                               |               |
| 《특종 기사》                 | The Front Page                    | 더 캐드 컴퍼니                     |               |
| 《스키피》                    | Skippy                            | 파라마운트 퍼블릭스                |               |
| 《트레이더 혼》               | Trader Horn                       | 메트로 골드윈 메이어               |               |
| 1931/32년 (제5회)             |                                   |                                    |               |
| 《그랜드 호텔》               | Grand Hotel                       | 메트로 골드윈 메이어               |               |
| 《애로스미스》                | Arrowsmith                        | 새뮤얼 골드윈 프로덕션             |               |
| 《나쁜 여자》                 | Bad Girl                          | 폭스                               |               |
| 《챔프》                      | The Champ                         | 메트로 골드윈 메이어               |               |
| 《파이브 스타 파이널》        | Five Star Final                   | 퍼스트 내셔널                      |               |
| 《당신과 함께한 한 시간》     | One Hour with You                 | 파라마운트 퍼블릭스                |               |
| 《상하이 특급》               | Shanghai Express                  | 파라마운트 퍼블릭스                |               |
| 《중위의 웃음》               | The Smiling Lieutenant            | 파라마운트 퍼블릭스                |               |
| 1932/33년 (제6회)             |                                   |                                    |               |
| 《캐벌케이드》                | Cavalcade                         | 폭스                               |               |
| 《42번가》                    | 42nd Street                       | 워너브라더스                       |               |
| 《무기여 잘 있거라》          | A Farewell to Arms                | 파라마운트                         |               |
| 《나는 탈옥수》               | I Am a Fugitive from a Chain Gang | 워너브라더스                       |               |
| 《하루 동안의 숙녀》          | Lady for a Day                    | 컬럼비아                           |               |
| 《작은 아씨들》               | Little Women                      | RKO 라디오                         |               |
| 《헨리 8세》                  | The Private Life of Henry VIII    | 런던 필름스                        |               |
| 《다이아몬드 릴》             | She Done Him Wrong                | 파라마운트                         |               |
| 《스밀린 스루》               | Smilin' Through                   | 메트로 골드윈 메이어               |               |
| 《어느 박람회장에서 생긴 일》 | State Fair                        | 폭스                               |               |
| 1934년 (제7회)                |                                   |                                    |               |
| 《어느날 밤에 생긴 일》       | It Happened One Night             | 컬럼비아                           |               |
| 《배릿 오브 윔폴 스트리트》   | The Barretts of Wimpole Street    | 메트로 골드윈 메이어               |               |
| 《클레오파트라》              | Cleopatra                         | 파라마운트                         |               |
| 《프러테이션 워크》           | Flirtation Walk                   | 퍼스트 내셔널                      |               |
| 《게이 디보시》               | The Gay Divorcee                  | RKO 라디오                         |               |
| 《히어 컴스 더 네이비》       | Here Comes the Navy               | 워너 브라더스                      |               |
| 《하우스 오브 로칠드》        | The House of Rothschild           | 20세기 픽쳐스                      |               |
| 《슬픔은 그대 가슴에》        | Imitation of Life                 | 유니버셜                           |               |
| 《원 나잇 오브 러브》         | One Night of Love                 | 컬럼비아                           |               |
| 《그림자 없는 남자》          | The Thin Man                      | 메트로 골드윈 메이어               |               |
| 《비바 빌라!》                | Viva Villa!                       | 메트로 골드윈 메이어               |               |
| 《화이트 퍼레이드》           | The White Parade                  | 제시 L. 라스키                     |               |
| 1935년 (제8회)                |                                   |                                    |               |
| 《바운티 호의 반란》          | Mutiny on the Bounty              | 메트로 골드윈 메이어               |               |
| 《앨리스 아담스》             | Alice Adams                       | RKO 라디오                         |               |
| 《1936년 브로드웨이 멜로디》  | Broadway Melody of 1936           | 메트로 골드윈 메이어               |               |
| 《캡틴 블러드》               | Captain Blood                     | 코스모폴리탄                       |               |
| 《데이빗 코퍼필드》           | David Copperfield                 | 메트로 골드윈 메이어               |               |
| 《밀고자》                    | The Informer                      | RKO 라디오                         |               |
| 《어느 벵갈 기병의 삶》       | The Lives of a Bengal Lancer      | 파라마운트                         |               |
| 《한여름 밤의 꿈》            | A Midsummer Night's Dream         | 워너브라더스                       |               |
| 《레 미제라블》               | Les Misérables                    | 20세기 픽쳐스                      |               |
| 《노티 메리에타》             | Naughty Marietta                  | 메트로 골드윈 메이어               |               |
| 《레드 갭의 러글스》          | Ruggles of Red Gap                | 파라마운트                         |               |
| 《톱 햇》                     | Top Hat                           | RKO 라디오                         |               |
| 1936년 (제8회)                |                                   |                                    |               |
| 《위대한 지그펠드》           | The Great Ziegfeld                | 메트로 골드윈 메이어               |               |
| 《안소니 에드버즈》           | Anthony Adverse                   | 워너 브라더스                      |               |
| 《공작 부인》                 | Dodsworth                         | 새뮤얼 골드윈 프로덕션             |               |
| 《라이벨리드 레이디》         | Libeled Lady                      | 메트로 골드윈 메이어               |               |
| 《천금을 마다한 사나이》      | Mr. Deeds Goes to Town            | 컬럼비아                           |               |
| 《로미오와 줄리엣》           | Romeo and Juliet                  | 메트로 골드윈 메이어               |               |
| 《샌프란시스코》              | San Francisco                     | 메트로 골드윈 메이어               |               |
| 《과학자의 길》               | The Story of Louis Pasteur        | 코스모폴리탄                       |               |
| 《두 시민 이야기》            | A Tale of Two Cities              | 메트로 골드윈 메이어               |               |
| 《쓰리 스마트 걸스            | Three Smart Girls                 | 유니버셜                           |               |
| 1937년 (제10회)               |                                   |                                    |               |
| 《에밀 졸라의 생애》          | The Life of Emile Zola            | 워너 브라더스                      |               |
| 《이혼 소동》                 | The Awful Truth                   | 컬럼비아                           |               |
| 《굿바이 마이 라이프》        | Captains Courageous               | 메트로 골드윈 메이어               |               |
| 《출입 금지》                 | Dead End                          | 새뮤얼 골드윈 프로덕션             |               |
| 《대지》                      | The Good Earth                    | 메트로 골드윈 메이어               |               |
| 《인 올드 시카고》            | In Old Chicago                    | 20세기 폭스                        |               |
| 《잃어버린 지평선》           | Lost Horizon                      | 컬럼비아                           |               |
| 《오케스트라의 소녀》         | One Hundred Men and a Girl        | 유니버셜                           |               |
| 《스테이지 도어》             | Stage Door                        | RKO 스튜디오                       |               |
| 《스타 탄생》                 | A Star Is Born                    | 데이비드 O. 셀즈닉                 |               |
| 1938년 (제11회)               |                                   |                                    |               |
| 《우리 집의 낙원》            | You Can't Take It with You        | 컬럼비아                           |               |
| 《로빈 훗의 모험》            | The Adventures of Robin Hood      | 워너 브라더스-퍼스트 내셔널        |               |
| 《알렉산더의 랙타임 밴드》    | Alexander's Ragtime Band          | 20세기 폭스                        |               |
| 《소년의 거리》               | Boys Town                         | 메트로 골드윈 메이어               |               |
| 《시타델》                    | The Citadel                       | 메트로 골드윈 메이어               |               |
| 《네 명의 딸들》              | Four Daughters                    | 워너 브라더스-퍼스트 내셔널        |               |
| 《거대한 환상》               | Grand Illusion                    | 리알리자시옹 다르 시네마토그라피크 |               |
| 《제저벨》                    | Jezebel                           | 워너 브라더스                      |               |
| 《피그말리온》                | Pygmalion                         | 메트로 골드윈 메이어               |               |
| 《테스트 파일럿》             | Test Pilot                        | 메트로 골드윈 메이어               |               |
| 1939년 (제12회)               |                                   |                                    |               |
| 《바람과 함께 사라지다》      | Gone with the Wind                | 데이비드 O. 셀즈닉                 |               |
| 《다크 빅토리》               | Dark Victory                      | 워너 브라더스-퍼스트 내셔널        |               |
| 《굿바이 미스터 칩스》        | Goodbye, Mr. Chips                | 메트로 골드윈 메이어               |               |
| 《러브 어페어》               | Love Affair                       | RKO 라디오                         |               |
| 《스미스씨 워싱턴 가다》      | Mr. Smith Goes to Washington      | 컬럼비아                           |               |
| 《니노치카》                  | Ninotchka                         | 메트로 골드윈 메이어               |               |
| 《생쥐와 인간》               | Of Mice and Men                   | 할 로치                            |               |
| 《역마차》                    | Stagecoach                        | 월터 워그너                        |               |
| 《오즈의 마법사》             | The Wizard of Oz                  | 메트로 골드윈 메이어               |               |
| 《폭풍의 언덕》               | Wuthering Heights                 | 새뮤얼 골드윈 프로덕션             |               |

### 1940년대
| 연도                          | 제목                             | 원제                        | 제작사/제작자 |
| ----------------------------- | -------------------------------- | --------------------------- | ------------- |
| 1940년 (제13회)               |                                  |                             |               |
| 《레베카》                    | Rebecca                          | 데이비드 O. 셀즈닉          |               |
| 《올 디스 엔드 헤븐 투》      | All This, and Heaven Too         | 워너 브라더스               |               |
| 《해외 특파원》               | Foreign Correspondent            | 월터 워그너                 |               |
| 《분노의 포도》               | The Grapes of Wrath              | 20세기 폭스                 |               |
| 《위대한 독재자》             | The Great Dictator               | 찰리 채플린                 |               |
| 《키티 포일》                 | Kitty Foyle                      | RKO 라디오                  |               |
| 《편지》                      | The Letter                       | 워너 브라더스               |               |
| 《머나먼 항해》               | The Long Voyage Home             | 아고시-워그너               |               |
| 《우리 읍네》                 | Our Town                         | 솔 레서 프로덕션            |               |
| 《필라델피아 스토리》         | The Philadelphia Story           | 메트로 골드윈 메이어        |               |
| 1941년 (제14회)               |                                  |                             |               |
| 《나의 계곡은 푸르렀다》      | How Green Was My Valley          | 20세기 폭스                 |               |
| 《애정은 강물처럼》           | Blossoms in the Dust             | 메트로 골드윈 메이어        |               |
| 《시민 케인》                 | Citizen Kane'                    | 머큐리                      |               |
| 《천국의 사도 조단》          | Here Comes Mr. Jordan            | 컬럼비아                    |               |
| 《홀드 백 더 돈》             | Hold Back the Dawn'              | 파라마운트                  |               |
| 《작은 여우들》               | The Little Foxes                 | 새뮤얼 골드윈               |               |
| 《말타의 매》                 | The Maltese Falcon               | 워너 브라더스               |               |
| 《원 풋 인 헤븐》             | One Foot in Heaven'              | 워너 브라더스               |               |
| 《요크 상사》                 | Sergeant York                    | 워너 브라더스               |               |
| 《서스픽션》                  | Suspicion                        | RKO 라디오                  |               |
| 1942년 (제15회)               |                                  |                             |               |
| 《미니버 부인》               | Mrs. Miniver                     | 메트로 골드윈 메이어        |               |
| 《북위 49도선》               | The Invaders                     | 오터스                      |               |
| 《킹스 로우》                 | Kings Row                        | 워너 브라더스               |               |
| 《위대한 앰버슨가》           | The Magnificent Ambersons'       | 머큐리                      |               |
| 《더 파이트 파이퍼》          | The Pied Piper'                  | 20세기 폭스                 |               |
| 《야구왕 루 게릭》            | The Pride of the Yankees         | 새뮤얼 골드윈               |               |
| 《마음의 행로》               | Random Harvest                   | 메트로 골드윈 메이어        |               |
| 《사랑의 별장》               | The Talk of the Town             | 컬럼비아                    |               |
| 《웨이크 아일랜드》           | Wake Island                      | 파라마운트                  |               |
| 《성조기의 행진》             | Yankee Doodle Dandy              | 워너브라더스                |               |
| 1943년 (제16회)               |                                  |                             |               |
| 《카사블랑카》                | Casablanca                       | 메트로 골드윈 메이어        |               |
| 《누구를 위하여 종은 울리나》 | For Whom the Bell Tolls          | 오터스                      |               |
| 《천국은 기다려준다》         | Heaven Can Wait                  | 워너 브라더스               |               |
| 《더 휴먼 코미디》            | The Human Comedy                 | 머큐리                      |               |
| 《토린호의 운명》             | In Which We Serve                | 20세기 폭스                 |               |
| 《퀴리 부인》                 | Madame Curie                     | 새뮤얼 골드윈               |               |
| 《한 여자와 두 남자》         | The More the Merrier             | 메트로 골드윈 메이어        |               |
| 《옥스보우 인서던트》         | The Ox-Bow Incident              | 컬럼비아                    |               |
| 《베르나데트의 노래》         | The Song of Bernadette'          | 파라마운트                  |               |
| 《라인의 감시》               | Watch on the Rhine'              | 워너 브라더스               |               |
| 1944년 (제17회)               |                                  |                             |               |
| 《나의 길을 가련다》          | Going My Way                     | 파라마운트                  |               |
| 《이중 배상》                 | Double Indemnity                 | 파라마운트                  |               |
| 《가스등》                    | Gaslight                         | 메트로 골드윈 메이어        |               |
| 《님은 가시고》               | Since You Went Away              | 데이비드 O. 셀즈닉          |               |
| 《윌슨》                      | Wilson                           | 20세기 폭스                 |               |
| 1945년 (제18회)               |                                  |                             |               |
| 《잃어버린 주말》             | The Lost Weekend                 | 파라마운트                  |               |
| 《닻을 올리고》               | Anchors Aweigh                   | 메트로 골드윈 메이어        |               |
| 《성 메리 성당의 종》         | The Bells of St. Mary's          | 레인보우 프로덕션           |               |
| 《밀드레드 피어스》           | Mildred Pierce                   | 워너 브라더스               |               |
| 《스펠바운드》                | Spellbound                       | 데이비드 O. 셀즈닉          |               |
| 1946년 (제19회)               |                                  |                             |               |
| 《우리 생애 최고의 해》       | The Best Years of Our Lives      | 새뮤얼 골드윈               |               |
| 《헨리 5세》                  | Henry V                          | 투 시티즈 필름              |               |
| 《멋진 인생》                 | It's a Wonderful Life            | 리버티 필름                 |               |
| 《면도날》                    | The Razor's Edge                 | 20세기 폭스                 |               |
| 《가장 특별한 선물》          | The Yearling                     | 메트로 골드윈 메이어        |               |
| 1947년 (제20회)               |                                  |                             |               |
| 《신사협정》                  | Gentleman's Agreement            | 20세기 폭스                 |               |
| 《비숍스 와이프》             | The Bishop's Wife                | 새뮤얼 골드윈               |               |
| 《십자포화》                  | Crossfire                        | RKO 라디오                  |               |
| 《위대한 유산》               | Great Expectations               | J. 아서 랭크-시네길드       |               |
| 《34번가의 기적》             | Miracle on 34th Street           | 20세기 폭스                 |               |
| 1948년 (제21회)               |                                  |                             |               |
| 《햄릿》                      | Hamlet                           | J. 아서 랭크-투 시티즈 필름 |               |
| 《조니 벨린다》               | Johnny Belinda                   | 워너 브라더스               |               |
| 《분홍신》                    | The Red Shoes                    | J. 아서 랭크-아처스         |               |
| 《스네이크 핏》               | The Snake Pit                    | 20세기 폭스                 |               |
| 《시에라 마드레의 보석》      | The Treasure of the Sierra Madre | 워너 브라더스               |               |
| 1949년 (제22회)               |                                  |                             |               |
| 《모두가 왕의 부하들》        | All the King's Men               | 로버트 로슨 프로덕션        |               |
| 《배틀그라운드》              | Battleground                     | 메트로 골드윈 메이어        |               |
| 《사랑아 나는 통곡한다》      | The Heiress                      | 파라마운트                  |               |
| 《세 부인》                   | A Letter to Three Wives          | 20세기 폭스                 |               |
| 《정오의 출격》               | Twelve O'Clock High              | 20세기 폭스                 |               |

### 1950년대
| 연도                             | 제목                            | 원제                            | 제작사/제작자 |
| -------------------------------- | ------------------------------- | ------------------------------- | ------------- |
| 1950년 (제23회)                  |                                 |                                 |               |
| 《이브의 모든 것》               | All About Eve                   | 대릴 F. 재넉                    |               |
| 《귀여운 빌리》                  | Born Yesterday                  | 컬럼비아                        |               |
| 《신부의 아버지》                | Father of the Bride             | 메트로 골드윈 메이어            |               |
| 《솔로몬 왕의 보고》             | King Solomon's Mines            | 메트로 골드윈 메이어            |               |
| 《선셋 대로》                    | Sunset Boulevard                | 메트로 골드윈 메이어            |               |
| 1951년 (제24회)                  |                                 |                                 |               |
| 《파리의 미국인》                | An American in Paris            | 아서 프리드                     |               |
| 《반역》                         | Decision Before Dawn            | 아나톨 리트바크, 프랭크 매카시  |               |
| 《젊은이의 양지》                | A Place in the Sun              | 조지 스티븐스                   |               |
| 《쿼바디스》                     | Quo Vadis                       | 샘 짐발리스트                   |               |
| 《욕망이라는 이름의 전차》       | A Streetcar Named Desire        | 찰스 K. 펠드먼                  |               |
| 1952년 (제25회)                  |                                 |                                 |               |
| 《지상 최대의 쇼》               | The Greatest Show on Earth      | 세실 B. 데밀                    |               |
| 《하이 눈》                      | High Noon                       | 스탠리 크레이머                 |               |
| 《아이반호》                     | Ivanhoe                         | 팬드로 S. 버먼                  |               |
| 《물랑 루즈》                    | Moulin Rouge                    | 존 휴스턴, 존 울프, 제임스 울프 |               |
| 《말 없는 사나이》               | The Quiet Man                   | 존 포드, 메리언 C. 쿠퍼         |               |
| 1953년 (제26회)                  |                                 |                                 |               |
| 《지상에서 영원으로》            | From Here to Eternity           | 버디 애들러                     |               |
| 《줄리어스 시저》                | Julius Caesar                   | 존 하우스먼                     |               |
| 《성의》                         | The Robe                        | 프랭크 로스                     |               |
| 《로마의 휴일》                  | Roman Holiday                   | 윌리엄 와일러                   |               |
| 《셰인》                         | Shane                           | 조지 스티븐스                   |               |
| 1954년 (제27회)                  |                                 |                                 |               |
| 《워터프론트》                   | On the Waterfront               | 샘 스피걸                       |               |
| 《케인호의 반란》                | The Caine Mutiny                | 스탠리 크레이머                 |               |
| 《회상 속의 연인》               | The Country Girl                | 윌리엄 펄버그                   |               |
| 《7인의 신부》                   | Seven Brides for Seven Brothers | 잭 커밍스                       |               |
| 《애천》                         | Three Coins in the Fountain     | 솔 C. 시걸                      |               |
| 1955년 (제28회)                  |                                 |                                 |               |
| 《마티》                         | Marty                           | 해럴드 헥트                     |               |
| 《모정》                         | Love Is a Many-Splendored Thing | 버디 애들러                     |               |
| 《미스터 로버츠》                | Mister Roberts                  | 릴런드 헤이워드                 |               |
| 《피크닉》                       | Picnic                          | 프레드 콜마                     |               |
| 《장미 문신》                    | The Rose Tattoo                 | 핼 B. 월리스                    |               |
| 1956년 (제29회)                  |                                 |                                 |               |
| 《80일간의 세계 일주》           | Around the World in 80 Days     | 마이클 토드                     |               |
| 《우정어린 설득》                | Friendly Persuasion             | 윌리엄 와일러                   |               |
| 《자이언트》                     | Giant                           | 조지 스티븐스, 헨리 긴즈버그    |               |
| 《왕과 나》                      | The King and I                  | 찰스 브래킷                     |               |
| 《십계》                         | The Ten Commandments            | 세실 B. 데밀                    |               |
| 1957년 (제30회)                  |                                 |                                 |               |
| 《콰이 강의 다리》               | The Bridge on the River Kwai    | 샘 스피걸                       |               |
| 《12인의 성난 사람들》           | 12 Angry Men                    | 헨리 폰다, 레지널드 로즈        |               |
| 《페이튼 플레이스》              | Peyton Place                    | 제리 월드                       |               |
| 《사요나라》                     | Sayonara                        | 윌리엄 게츠                     |               |
| 《검찰 측 증인》                 | Witness for the Prosecution     | 아서 혼블로 주니어              |               |
| 1958년 (제31회)                  |                                 |                                 |               |
| 《지지》                         | Gigi                            | 아서 프리드                     |               |
| 《앤티 맘》                      | Auntie Mame                     | 잭 L. 워너                      |               |
| 《뜨거운 양철 지붕 위의 고양이》 | Cat on a Hot Tin Roof           | 로런스 와인가튼                 |               |
| 《흑과 백》                      | The Defiant Ones                | 스탠리 크레이머                 |               |
| 《세퍼레이트 테이블》            | Separate Tables                 | 해럴드 헥트                     |               |
| 1959년 (제32회)                  |                                 |                                 |               |
| 《벤허》                         | Ben-Hur                         | 샘 짐발리스트                   |               |
| 《살인의 해부》                  | Anatomy of a Murder             | 오토 프레민저                   |               |
| 《안네의 일기》                  | The Diary of Anne Frank         | 조지 스티븐스                   |               |
| 《파계》                         | The Nun's Story                 | 하인츠 블랑케                   |               |
| 《꼭대기 방》                    | Room at the Top                 | 존 울프, 제임스 울프            |               |

### 1960년대
| 연도                                | 제목                                                                 | 원제                         | 제작자 |
| ----------------------------------- | -------------------------------------------------------------------- | ---------------------------- | ------ |
| 1960년 (제33회)                     |                                                                      |                              |        |
| 《아파트 열쇠를 빌려드립니다》      | The Apartment                                                        | 빌리 와일더                  |        |
| 《알라모》                          | The Alamo                                                            | 존 웨인                      |        |
| 《엘머 갠트리》                     | Elmer Gantry                                                         | 버나드 스미스                |        |
| 《아들과 연인》                     | Sons and Lovers                                                      | 제리 월드                    |        |
| 《선셋 대로》                       | The Sundowners                                                       | 프레드 진네만                |        |
| 1961년 (제34회)                     |                                                                      |                              |        |
| 《웨스트 사이드 스토리》            | West Side Story                                                      | 로버트 와이즈                |        |
| 《패니》                            | Fanny                                                                | 조슈아 로건                  |        |
| 《나바론의 요새》                   | The Guns of Navarone                                                 | 칼 포먼                      |        |
| 《허슬러》                          | The Hustler                                                          | 로버트 로센                  |        |
| 《뉘른베르크 재판》                 | Judgment at Nuremberg                                                | 스탠리 크레이머              |        |
| 1962년 (제35회)                     |                                                                      |                              |        |
| 《아라비아의 로렌스》               | Lawrence of Arabia                                                   | 샘 스피걸                    |        |
| 《지상 최대의 작전》                | The Longest Day                                                      | 대릴 F. 재넉                 |        |
| 《뮤직 맨》                         | The Music Man                                                        | 모턴 다코스타                |        |
| 《바운티호의 반란》                 | Mutiny on the Bounty                                                 | 에런 로젠버그                |        |
| 《앵무새 죽이기》                   | To Kill a Mockingbird                                                | 앨런 K. 퍼쿨러               |        |
| 1963년 (제36회)                     |                                                                      |                              |        |
| 《톰 존스의 화려한 모험》           | Tom Jones                                                            | 토니 리처드슨                |        |
| 《아메리카 아메리카》               | America America                                                      | 엘리아 카잔                  |        |
| 《클레오파트라》                    | Cleopatra                                                            | 월터 웡거                    |        |
| 《서부 개척사》                     | How the West Was Won                                                 | 버나드 스미스                |        |
| 《들백합》                          | Lilies of the Field                                                  | 랠프 넬슨                    |        |
| 1964년 (제37회)                     |                                                                      |                              |        |
| 《마이 페어 레이디》                | My Fair Lady                                                         | 잭 L. 워너                   |        |
| 《베킷》                            | Becket                                                               | 핼 B. 월리스                 |        |
| 《닥터 스트레인지러브》             | Dr. Strangelove or: How I Learned to Stop Worrying and Love the Bomb | 스탠리 큐브릭                |        |
| 《메리 포핀스》                     | Mary Poppins                                                         | 월트 디즈니, 빌 월시         |        |
| 《그리스인 조르바》                 | Zorba the Greek                                                      | 마이클 카코야니스            |        |
| 1965년 (제38회)                     |                                                                      |                              |        |
| 《사운드 오브 뮤직》                | The Sound of Music                                                   | 로버트 와이즈                |        |
| 《달링》                            | Darling                                                              | 조셉 자니                    |        |
| 《의사 지바고》                     | Doctor Zhivago                                                       | 카를로 폰티                  |        |
| 《바보들의 배》                     | Ship of Fools                                                        | 스탠리 크레이머              |        |
| 《천 명의 어릿광대》                | A Thousand Clowns                                                    | 프레드 코                    |        |
| 1966년 (제39회)                     |                                                                      |                              |        |
| 《사계절의 사나이》                 | A Man for All Seasons                                                | 프레드 진네만                |        |
| 《알피》                            | Alfie                                                                | 루이스 길버트                |        |
| 《러시안스》                        | The Russians Are Coming, the Russians Are Coming                     | 노먼 주이슨                  |        |
| 《산파블로》                        | The Sand Pebbles                                                     | 로버트 와이즈                |        |
| 《누가 버지니아 울프를 두려워하랴》 | Who's Afraid of Virginia Woolf?                                      | 어니스트 리먼                |        |
| 1967년 (제40회)                     |                                                                      |                              |        |
| 《밤의 열기 속으로》                | In the Heat of the Night                                             | 월터 미리시                  |        |
| 《우리에게 내일은 없다》            | Bonnie and Clyde                                                     | 워런 비티                    |        |
| 《닥터 두리틀》                     | Doctor Dolittle                                                      | 아서 P. 제이컵스             |        |
| 《졸업》                            | The Graduate                                                         | 로런스 터먼                  |        |
| 《초대받지 않은 손님》              | Guess Who's Coming to Dinner                                         | 스탠리 크레이머              |        |
| 1968년 (제41회)                     |                                                                      |                              |        |
| 《올리버》                          | Oliver!                                                              | 존 울프                      |        |
| 《화니 걸》                         | Funny Girl                                                           | 레이 스타크                  |        |
| 《겨울의 라이온》                   | The Lion in Winter                                                   | 마틴 폴                      |        |
| 《레이첼 레이첼》                   | Rachel, Rachel                                                       | 폴 뉴먼                      |        |
| 《로미오와 줄리엣》                 | Romeo and Juliet                                                     | 앤서니 해블럭앨런, 존 브라본 |        |
| 1969년 (제42회)                     |                                                                      |                              |        |
| 《미드나잇 카우보이》               | Midnight Cowboy                                                      | 제롬 헬먼                    |        |
| 《천일의 앤》                       | Anne of the Thousand Days                                            | 핼 B. 월리스                 |        |
| 《내일을 향해 쏴라》                | Butch Cassidy and the Sundance Kid                                   | 존 포먼                      |        |
| 《헬로 돌리》                       | Hello, Dolly!                                                        | 어니스트 리먼                |        |
| 《제트》                            | Z                                                                    | 자크 페랭, 아메드 라슈디     |        |

### 1970년대
| 연도                           | 제목                            | 원제                                                            | 제작자 |
| ------------------------------ | ------------------------------- | --------------------------------------------------------------- | ------ |
| 1970년 (제43회)                |                                 |                                                                 |        |
| 《패튼 대전차 군단》           | Patton                          | 프랭크 매카시                                                   |        |
| 《에어포트》                   | Airport                         | 로스 헌터                                                       |        |
| 《잃어버린 전주곡》            | Five Easy Pieces                | 밥 레이펄슨, 리처드 웩슬러                                      |        |
| 《러브스토리》                 | Love Story                      | 하워드 G. 민스키                                                |        |
| 《매시》                       | MASH                            | 잉고 프레민저                                                   |        |
| 1971년 (제44회)                |                                 |                                                                 |        |
| 《프렌치 커넥션》              | The French Connection           | 필립 단토니                                                     |        |
| 《시계태엽 오렌지》            | A Clockwork Orange              | 스탠리 큐브릭                                                   |        |
| 《지붕 위의 바이올린》         | Fiddler on the Roof             | 노먼 주이슨                                                     |        |
| 《마지막 영화관》              | The Last Picture Show           | 스티븐 J. 프리드먼                                              |        |
| 《니콜라스와 알렉산드라》      | Nicholas and Alexandra          | 샘 스피걸                                                       |        |
| 1972년 (제45회)                |                                 |                                                                 |        |
| 《대부》                       | The Godfather                   | 앨버트 S. 러디                                                  |        |
| 《카바레》                     | Cabaret                         | 사이 퓨어                                                       |        |
| 《서바이벌 게임》              | Deliverance                     | 존 부어만                                                       |        |
| 《우트반드라나》               | The Emigrants                   | 벵트 포르슬룬드                                                 |        |
| 《사운더》                     | Sounder                         | 로버트 B. 래드니츠                                              |        |
| 1973년 (제46회)                |                                 |                                                                 |        |
| 《스팅》                       | The Sting                       | 토니 빌, 마이클 필립스, 줄리아 필립스                           |        |
| 《청춘 낙서》                  | American Graffiti               | 프랜시스 포드 코폴라, 게리 커츠                                 |        |
| 《외침과 속삭임》              | Cries and Whispers              | 잉마르 베리만                                                   |        |
| 《엑소시스트》                 | The Exorcist                    | 윌리엄 피터 블래티                                              |        |
| 《주말의 사랑》                | A Touch of Class                | 멜빈 프랭크                                                     |        |
| 1974년 (제47회)                |                                 |                                                                 |        |
| 《대부 2》                     | The Godfather Part II           | 프랜시스 포드 코폴라, 그레이 프레더릭슨, 프레드 루스            |        |
| 《차이나타운》                 | Chinatown                       | 로버트 에번스                                                   |        |
| 《컨버세이션》                 | The Conversation                | 프랜시스 포드 코폴라                                            |        |
| 《레니》                       | Lenny                           | 마빈 워스                                                       |        |
| 《타워링》                     | The Towering Inferno            | 어윈 앨런                                                       |        |
| 1975년 (제48회)                |                                 |                                                                 |        |
| 《뻐꾸기 둥지 위로 날아간 새》 | One Flew Over the Cuckoo's Nest | 마이클 더글러스, 솔 잰츠                                        |        |
| 《배리 린든》                  | Barry Lyndon                    | 조셉 자니                                                       |        |
| 《뜨거운 오후》                | Dog Day Afternoon               | 마틴 브레그먼, 마틴 엘팬드                                      |        |
| 《죠스》                       | Jaws                            | 리처드 D. 재넉, 데이비드 브라운                                 |        |
| 《내쉬빌》                     | Nashville                       | 로버트 올트먼                                                   |        |
| 1976년 (제49회)                |                                 |                                                                 |        |
| 《록키》                       | Rocky                           | 어윈 윙클러, 로버트 차토프                                      |        |
| 《모두가 대통령의 사람들》     | All the President's Men         | 월터 코블렌즈                                                   |        |
| 《바운드 포 글로리》           | Bound for Glory                 | 로버트 F. 블루모피, 하워드 레븐솔                               |        |
| 《네트워크》                   | Network                         | 하워드 곳프리드                                                 |        |
| 《택시 드라이버》              | Taxi Driver                     | 마이클 필립스, 줄리아 필립스                                    |        |
| 1977년 (제50회)                |                                 |                                                                 |        |
| 《애니 홀》                    | Annie Hall                      | 찰스 H. 조페이                                                  |        |
| 《굿바이 걸》                  | The Goodbye Girl                | 레이 스타크                                                     |        |
| 《줄리아》                     | Julia                           | 리처드 로스                                                     |        |
| 《스타워즈》                   | Star Wars                       | 게리 커츠                                                       |        |
| 《터닝 포인트》                | The Turning Point               | 허버트 로스, 아서 로런츠                                        |        |
| 1978년 (제51회)                |                                 |                                                                 |        |
| 《디어 헌터》                  | The Deer Hunter                 | 배리 스파이킹스, 마이클 딜리, 마이클 치미노, 존 페버롤          |        |
| 《귀향》                       | Coming Home                     | 제롬 헬먼                                                       |        |
| 《천국의 사도》                | Heaven Can Wait                 | 워런 비티                                                       |        |
| 《미드나잇 익스프레스》        | Midnight Express                | 앨런 마셜, 데이비드 퍼트넘                                      |        |
| 《독신녀 에리카》              | An Unmarried Woman              | 폴 마저스키, 토니 레이                                          |        |
| 1979년 (제52회)                |                                 |                                                                 |        |
| 《크레이머 대 크레이머》       | Kramer vs. Kramer               | 스탠리 R. 재피                                                  |        |
| 《올 댓 재즈》                 | All That Jazz                   | 로버트 앨런 아서                                                |        |
| 《지옥의 묵시록》              | Apocalypse Now                  | 프랜시스 포드 코폴라, 프레드 루스, 게리 프레더릭슨, 톰 스턴버그 |        |
| 《브레이킹 어웨이》            | Breaking Away                   | 피터 예이츠                                                     |        |
| 《노마 레이》                  | Norma Rae                       | 타마라 아사예프, 앨릭스 로즈                                    |        |

### 1980년대
| 연도                     | 제목                       | 원제                                                   | 제작자 |
| ------------------------ | -------------------------- | ------------------------------------------------------ | ------ |
| 1980년 (제53회)          |                            |                                                        |        |
| 《보통 사람들》          | Ordinary People            | 로널드 L. 슈워리                                       |        |
| 《광부의 딸》            | Coal Miner's Daughter      | 버나드 슈워츠                                          |        |
| 《엘리펀트 맨》          | The Elephant Man           | 조너선 생어                                            |        |
| 《성난 황소》            | Raging Bull                | 어윈 윙클러, 로버트 차토프                             |        |
| 《테스》                 | Tess                       | 클로드 베리, 티머시 버릴                               |        |
| 1981년 (제54회)          |                            |                                                        |        |
| 《불의 전차》            | Chariots of Fire           | 데이비드 퍼트넘                                        |        |
| 《아틀란틱 시티》        | Atlantic City              | 드니 에로                                              |        |
| 《황금 연못》            | On Golden Pond             | 브루스 길버트                                          |        |
| 《레이더스》             | Raiders of the Lost Ark    | 프랭크 마셜                                            |        |
| 《레즈》                 | Reds                       | 워런 비티                                              |        |
| 1982년 (제55회)          |                            |                                                        |        |
| 《간디》                 | Gandhi                     | 리처드 애튼버러                                        |        |
| 《E.T.》                 | E.T. the Extra-Terrestrial | 스티븐 스필버그, 캐슬린 케네디                         |        |
| 《의문의 실종》          | Missing                    | 에드워드 루이스, 밀드레드 루이스                       |        |
| 《투씨》                 | Tootsie                    | 시드니 폴락, 딕 리처즈                                 |        |
| 《심판》                 | The Verdict                | 리처드 D. 재넉, 데이비드 브라운                        |        |
| 1983년 (제56회)          |                            |                                                        |        |
| 《애정의 조건》          | Terms of Endearment        | 제임스 L. 브룩스                                       |        |
| 《새로운 탄생》          | The Big Chill              | 마이클 샴버그                                          |        |
| 《멋진 드렛서》          | The Dresser                | 피터 예이츠                                            |        |
| 《필사의 도전》          | The Right Stuff            | 어윈 윙클러, 로버트 차토프                             |        |
| 《텐더 머시스》          | Tender Mercies             | 필립 S. 호블                                           |        |
| 1984년 (제57회)          |                            |                                                        |        |
| 《아마데우스》           | Amadeus                    | 솔 잰츠                                                |        |
| 《킬링필드》             | The Killing Fields         | 데이비드 퍼트넘                                        |        |
| 《인도로 가는 길》       | A Passage to India         | 존 브라본, 리처드 B. 굿윈                              |        |
| 《마음의 고향》          | Places in the Heart        | 알린 도너번                                            |        |
| 《솔저 스토리》          | A Soldier's Story          | 노먼 주이슨, 로널드 L. 슈워리, 패트릭 파머             |        |
| 1985년 (제58회)          |                            |                                                        |        |
| 《아웃 오브 아프리카》   | Out of Africa              | 시드니 폴락                                            |        |
| 《컬러 퍼플》            | The Color Purple           | 스티븐 스필버그, 캐슬린 케네디, 프랭크 마셜, 퀸시 존스 |        |
| 《거미 여인의 키스》     | Kiss of the Spider Woman   | 데이비드 와이스먼                                      |        |
| 《프리찌스 오너》        | Prizzi's Honor             | 존 포먼                                                |        |
| 《위트니스》             | Witness                    | 에드워드 S. 펠드먼                                     |        |
| 1986년 (제59회)          |                            |                                                        |        |
| 《플래툰》               | Platoon                    | 아널드 코펄슨                                          |        |
| 《작은 신의 아이들》     | Children of a Lesser God   | 버트 슈거먼, 패트릭 J. 파머                            |        |
| 《한나와 그 자매들》     | Hannah and Her Sisters     | 로버트 그린헛                                          |        |
| 《미션》                 | The Mission                | 하워드 곳프리드                                        |        |
| 《전망 좋은 방》         | A Room with a View         | 이스마일 머천트                                        |        |
| 1987년 (제60회)          |                            |                                                        |        |
| 《마지막 황제》          | The Last Emperor           | 제러미 토머스                                          |        |
| 《브로드캐스트 뉴스》    | Broadcast News             | 제임스 L. 브룩스                                       |        |
| 《위험한 정사》          | Fatal Attraction           | 시드니 R. 재피, 셰리 랜싱                              |        |
| 《희망과 영광》          | Hope and Glory             | 존 부어만                                              |        |
| 《문스트럭》             | Moonstruck                 | 패트릭 J. 파머, 노먼 주이슨                            |        |
| 1988년 (제61회)          |                            |                                                        |        |
| 《레인 맨》              | Rain Man                   | 마크 존슨                                              |        |
| 《우연한 방문객》        | The Accidental Tourist     | 로런스 캐스던, 찰스 오쿤, 마이클 그릴로                |        |
| 《위험한 관계》          | Dangerous Liaisons         | 노마 헤이먼, 행크 문진                                 |        |
| 《미시시피 버닝》        | Mississippi Burning        | 프레더릭 졸로, 로버트 F. 콜즈베리                      |        |
| 《워킹 걸》              | Working Girl               | 더글러스 윅                                            |        |
| 1989년 (제62회)          |                            |                                                        |        |
| 《드라이빙 미스 데이지》 | Driving Miss Daisy         | 리처드 D. 재넉, 릴리 피니 재넉                         |        |
| 《7월 4일생》            | Born on the Fourth of July | A. 키트먼 호, 올리버 스톤                              |        |
| 《죽은 시인의 사회》     | Dead Poets Society         | 스티븐 해프트, 폴 융어 윗, 토니 토머스                 |        |
| 《꿈의 구장》            | Field of Dreams            | 로런스 고든, 찰스 고든                                 |        |
| 《나의 왼발》            | My Left Foot               | 노엘 피어슨                                            |        |

### 1990년대
| 연도                                | 제목                        | 원제                                                                | 제작자 |
| ----------------------------------- | --------------------------- | ------------------------------------------------------------------- | ------ |
| 1990년 (제63회)                     |                             |                                                                     |        |
| 《늑대와 춤을》                     | Dances with Wolves          | 짐 윌슨, 케빈 코스트너                                              |        |
| 《사랑의 기적》                     | Awakenings                  | 월터 파크스, 로런스 래스커                                          |        |
| 《사랑과 영혼》                     | Ghost                       | 리사 와인스틴                                                       |        |
| 《대부 3》                          | The Godfather Part III      | 프랜시스 포드 코폴라                                                |        |
| 《좋은 친구들》                     | Goodfellas                  | 어윈 윙클러                                                         |        |
| 1991년 (제64회)                     |                             |                                                                     |        |
| 《양들의 침묵》                     | The Silence of the Lambs    | 에드워드 색슨, 케네스 엇, 론 보즈먼                                 |        |
| 《미녀와 야수》                     | Beauty and the Beast        | 돈 한                                                               |        |
| 《벅시》                            | Bugsy                       | 마크 존슨, 배리 레빈슨, 워런 비티                                   |        |
| 《JFK》                             | JFK                         | A. 키트먼 호, 올리버 스톤                                           |        |
| 《사랑과 추억》                     | The Prince of Tides         | 바브라 스트라이샌드, 앤드루 S. 카시                                 |        |
| 1992년 (제65회)                     |                             |                                                                     |        |
| 《용서받지 못한 자》                | Unforgiven                  | 클린트 이스트우드                                                   |        |
| 《크라잉 게임》                     | The Crying Game             | 스티븐 울리                                                         |        |
| 《어 퓨 굿 맨》                     | A Few Good Men              | 데이비드 브라운, 롭 라이너, 앤드루 샤인먼                           |        |
| 《하워즈 엔드》                     | Howards End                 | 이스마일 머천트                                                     |        |
| 《여인의 향기》                     | Scent of a Woman            | 마틴 브레스트                                                       |        |
| 1993년 (제66회)                     |                             |                                                                     |        |
| 《쉰들러 리스트》                   | Schindler's List            | 스티븐 스필버그, 제럴드 R. 몰런, 브랭코 루스티그                    |        |
| 《도망자》                          | The Fugitive                | 아널드 코펄슨                                                       |        |
| 《아버지의 이름으로》               | In the Name of the Father   | 짐 셰리던                                                           |        |
| 《피아노》                          | The Piano                   | 잰 채프먼                                                           |        |
| 《남아있는 나날》                   | The Remains of the Day      | 마이크 니컬스, 존 캘리, 이스마일 머천트                             |        |
| 1994년 (제67회)                     |                             |                                                                     |        |
| 《포레스트 검프》                   | Forrest Gump                | 웬디 파이너먼, 스티브 티시, 스티브 스타키                           |        |
| 《네 번의 결혼식과 한 번의 장례식》 | Four Weddings and a Funeral | 덩컨 켄워디                                                         |        |
| 《펄프 픽션》                       | Pulp Fiction                | 로런스 벤더                                                         |        |
| 《퀴즈 쇼》                         | Quiz Show                   | 알린 도너번                                                         |        |
| 《쇼생크 탈출》                     | The Shawshank Redemption    | 니키 마빈                                                           |        |
| 1995년 (제68회)                     |                             |                                                                     |        |
| 《브레이브하트》                    | Braveheart                  | 멜 깁슨, 앨런 래드 주니어, 브루스 데이비                            |        |
| 《아폴로 13》                       | Apollo 13                   | 브라이언 그레이저                                                   |        |
| 《꼬마 돼지 베이브》                | Babe                        | 빌 밀러, 조지 밀러, 더그 미첼                                       |        |
| 《일 포스티노》                     | The Postman (Il Postino)    | 마리오 체키 고리, 비토리오 체키 고리, 가에타노 다니엘레             |        |
| 《센스 앤 센서빌리티》              | Sense and Sensibility       | 린지 도런                                                           |        |
| 1996년 (제69회)                     |                             |                                                                     |        |
| 《잉글리쉬 페이션트》               | The English Patient         | 솔 잰츠                                                             |        |
| 《파고》                            | Fargo                       | 이선 코언                                                           |        |
| 《제리 맥과이어》                   | Jerry Maguire               | 제임스 L. 브룩스, 로런스 마크, 리처드 사카이, 캐머런 크로           |        |
| 《비밀과 거짓말》                   | Secrets & Lies              | 사이먼 채닝윌리엄스                                                 |        |
| 《샤인》                            | Shine                       | 제인 스콧                                                           |        |
| 1997년 (제70회)                     |                             |                                                                     |        |
| 《타이타닉》                        | Titanic                     | 제임스 캐머런, 존 랜다우                                            |        |
| 《이보다 더 좋을 순 없다》          | As Good as It Gets          | 제임스 L. 브룩스, 브리짓 존슨, 크리스티 지아                        |        |
| 《풀 몬티》                         | The Full Monty              | 우베르토 파솔리니                                                   |        |
| 《굿 윌 헌팅》                      | Good Will Hunting           | 로런스 벤더                                                         |        |
| 《LA 컨피덴셜》                     | L.A. Confidential           | 커티스 핸슨, 아넌 밀천, 마이클 네이선슨                             |        |
| 1998년 (제71회)                     |                             |                                                                     |        |
| 《셰익스피어 인 러브》              | Shakespeare in Love         | 데이비드 파핏, 도나 질로티, 하비 와인스틴, 에드워드 즈윅, 마크 노먼 |        |
| 《엘리자베스》                      | Elizabeth                   | 앨리슨 오언, 에릭 펠너, 팀 베번                                     |        |
| 《인생은 아름다워》                 | Life Is Beautiful           | 엘다 페리, 잔루이지 브라스키                                        |        |
| 《라이언 일병 구하기》              | Saving Private Ryan         | 스티븐 스필버그, 이언 브라이스, 마크 고든, 게리 레빈슨              |        |
| 《씬 레드 라인》                    | The Thin Red Line           | 로버트 마이클 가이즐러, 존 로버듀, 그랜트 힐                        |        |
| 1999년 (제72회)                     |                             |                                                                     |        |
| 《아메리칸 뷰티》                   | American Beauty             | 브루스 코언, 댄 징크스                                              |        |
| 《사이더 하우스》                   | The Cider House Rules       | 리처드 N. 글래드스틴                                                |        |
| 《그린 마일》                       | The Green Mile              | 프랭크 다라본트, 데이비드 발데스                                    |        |
| 《인사이더》                        | The Insider                 | 피터르 얀 브뤼허, 마이클 맨                                         |        |
| 《식스 센스》                       | The Sixth Sense             | 프랭크 마셜, 캐슬린 케네디, 배리 멘델                               |        |

### 2000년대
| 연도                                  | 제목                                              | 원제                                                       | 제작자 |
| ------------------------------------- | ------------------------------------------------- | ---------------------------------------------------------- | ------ |
| 2000년 (제73회)                       |                                                   |                                                            |        |
| 《글래디에이터》                      | Gladiator                                         | 더글러스 윅, 데이비드 프란조니, 브랑코 루스티히            |        |
| 《초콜렛》                            | Chocolat                                          | 데이비드 브라운, 킷 골든, 레즐리 홀러런                    |        |
| 《와호장룡》                          | Crouching Tiger, Hidden Dragon                    | 윌리엄 콩, 쑤리공, 리안                                    |        |
| 《에린 브로코비치》                   | Erin Brockovich                                   | 대니 데비토, 마이클 섐버그, 스테이시 셔                    |        |
| 《트래픽》                            | Traffic                                           | 에드워드 즈윅, 마셜 허스코비츠, 로라 빅퍼드                |        |
| 2001년 (제74회)                       |                                                   |                                                            |        |
| 《뷰티풀 마인드》                     | A Beautiful Mind                                  | 브라이언 그레이저, 론 하워드                               |        |
| 《고스포드 파크》                     | Gosford Park                                      | 로버트 올트먼, 밥 밸러밴, 데이비드 레비                    |        |
| 《침실에서》                          | In the Bedroom                                    | 그레이엄 리더, 로스 캐츠, 토드 필드                        |        |
| 《반지의 제왕: 반지 원정대》          | The Lord of the Rings: The Fellowship of the Ring | 피터 잭슨, 프랜 월시, 베리 M. 오스본                       |        |
| 《물랑 루즈》                         | Moulin Rouge!                                     | 마틴 브라운, 배즈 루어먼, 프레드 배런                      |        |
| 2002년 (제75회)                       |                                                   |                                                            |        |
| 《시카고》                            | Chicago                                           | 마틴 리처드                                                |        |
| 《갱스 오브 뉴욕》                    | Gangs of New York                                 | 알베르토 그리말디, 하비 와인스틴                           |        |
| 《디 아워스》                         | The Hours                                         | 스콧 루딘, 로버트 폭스                                     |        |
| 《반지의 제왕: 두 개의 탑》           | The Lord of the Rings: The Two Towers             | 피터 잭슨, 프랜 월시, 베리 M. 오스본                       |        |
| 《피아니스트》                        | The Pianist                                       | 로만 폴란스키, 로버트 벤무사, 앨런 사드                    |        |
| 2003년 (제76회)                       |                                                   |                                                            |        |
| 《반지의 제왕: 왕의 귀환》            | The Lord of the Rings: The Return of the King     | 피터 잭슨, 프랜 월시, 베리 M. 오스본                       |        |
| 《사랑도 통역이 되나요?》             | Lost in Translation                               | 로스 캐츠, 소피아 코폴라                                   |        |
| 《마스터 앤드 커맨더: 위대한 정복자》 | Master and Commander: The Far Side of the World   | 새뮤얼 골드윈 주니어, 피터 와이어, 덩컨 헨더슨             |        |
| 《미스틱 리버》                       | Mystic River                                      | 로버트 로렌츠, 줄리 G. 호이트, 클린트 이스트우드           |        |
| 《씨비스킷》                          | Seabiscuit                                        | 캐슬린 케네디, 프랭크 마셜, 게리 로스                      |        |
| 2004년 (제77회)                       |                                                   |                                                            |        |
| 《밀리언 달러 베이비》                | Million Dollar Baby                               | 클린트 이스트우드, 톰 로젠버그, 앨버트 S. 러디             |        |
| 《에비에이터》                        | The Aviator                                       | 마이클 만, 그레이엄 킹                                     |        |
| 《네버랜드를 찾아서》                 | Finding Neverland                                 | 리처드 N. 글래드스타인, 넬리 벨플라워                      |        |
| 《레이》                              | Ray                                               | 테일러 핵퍼드, 스튜어트 벤저민, 하워드 볼드윈              |        |
| 《사이드웨이》                        | Sideways                                          | 마이클 런던                                                |        |
| 2005년 (제78회)                       |                                                   |                                                            |        |
| 《크래쉬》                            | Crash                                             | 폴 해기스, 케이시 슐먼                                     |        |
| 《브로크백 마운틴》                   | Brokeback Mountain                                | 다이애나 오사나, 제임스 샤무스                             |        |
| 《카포티》                            | Capote                                            | 캐롤라인 배런, 윌리엄 빈스, 마이클 오호벤                  |        |
| 《굿 나잇 앤 굿 럭》                  | Good Night, and Good Luck                         | 그랜트 헤슬로프                                            |        |
| 《뮌헨》                              | Munich                                            | 스티븐 스필버그, 캐슬린 케네디, 배리 멘델                  |        |
| 2006년 (제79회)                       |                                                   |                                                            |        |
| 《디파티드》                          | The Departed                                      | 그레이엄 킹                                                |        |
| 《바벨》                              | Babel                                             | 알레한드로 곤살레스 이냐리투, 스티브 골린, 존 킬릭         |        |
| 《이오지마에서 온 편지》              | Letters from Iwo Jima                             | 클린트 이스트우드, 스티븐 스필버그, 로버트 로렌츠          |        |
| 《미스 리틀 선샤인》                  | Little Miss Sunshine                              | 데이비드 T. 프렌들리, 피터 새러프, 마크 터틀텁             |        |
| 《더 퀸》                             | The Queen                                         | 앤디 해리스, 크리스틴 랭건, 트레이시 시워드                |        |
| 2007년 (제80회)                       |                                                   |                                                            |        |
| 《노인을 위한 나라는 없다》           | No Country for Old Men                            | 스콧 루딘, 조엘 코언, 이선 코언                            |        |
| 《어톤먼트》                          | Atonement                                         | 팀 베번, 에릭 펠너, 폴 웹스터                              |        |
| 《주노》                              | Juno                                              | 리안 핼펀, 메이슨 노빅, 러셀 스미스                        |        |
| 《마이클 클레이튼》                   | Michael Clayton                                   | 제니퍼 폭스, 케리 오렌트, 시드니 폴락                      |        |
| 《데어 윌 비 블러드》                 | There Will Be Blood                               | 폴 토머스 앤더슨, 대니얼 루피, 조앤 셀라                   |        |
| 2008년 (제81회)                       |                                                   |                                                            |        |
| 《슬럼독 밀리어네어》                 | Slumdog Millionaire                               | 크리스천 콜슨                                              |        |
| 《벤자민 버튼의 시간은 거꾸로 간다》  | The Curious Case of Benjamin Button               | 캐슬린 케네디, 프랭크 마셜, 신 채핀                        |        |
| 《프로스트 VS 닉슨》                  | Frost/Nixon                                       | 론 하워드, 브라이언 그레이저, 에릭 펠너                    |        |
| 《밀크》                              | Milk                                              | 브루스 코헨, 댄 징크스                                     |        |
| 《더 리더: 책 읽어주는 남자》         | The Reader                                        | 앤서니 밍겔라, 시드니 폴락, 도나 질리오티, 레드먼드 모리스 |        |
| 2009년 (제82회)                       |                                                   |                                                            |        |
| 《허트 로커》                         | The Hurt Locker                                   | 캐스린 비글로, 마크 볼, 니콜라스 샤르티에, 그레그 셔피로   |        |
| 《아바타》                            | Avatar                                            | 제임스 카메론, 존 랜다우                                   |        |
| 《블라인드 사이드》                   | The Blind Side                                    | 질 네터, 앤드류 A. 코소브, 브로더릭 존슨                   |        |
| 《디스트릭트 9》                      | District 9                                        | 피터 잭슨, 캐럴라인 커닝햄                                 |        |
| 《언 애듀케이션》                     | An Education                                      | 피놀라 드와이어, 어맨다 포지                               |        |
| 《바스터즈: 거친 녀석들》             | Inglourious Basterds                              | 로렌스 벤더                                                |        |
| 《프레셔스》                          | Precious: Based on the Novel 'Push' by Sapphire   | 리 대니얼스, 사라 시절매그니스, 게리 매그니스              |        |
| 《시리어스 맨》                       | A Serious Man                                     | 조엘 코언, 이선 코언                                       |        |
| 《업》                                | Up                                                | 조나스 리베라                                              |        |
| 《인 디 에어》                        | Up in the Air                                     | 대니얼 두비츠키, 이반 라이트만, 제이슨 라이트먼            |        |

### 2010년대
| 연도                                      | 제목                                            | 원제                                                                        | 제작자 |
| ----------------------------------------- | ----------------------------------------------- | --------------------------------------------------------------------------- | ------ |
| 2010년 (제83회)                           |                                                 |                                                                             |        |
| 《킹스 스피치》                           | The King's Speech                               | 이언 캐닝, 에밀 셔먼, 개러스 언윈                                           |        |
| 《127시간》                               | 127 Hours                                       | 대니 보일, 존 스미스슨, 크리스티안 콜슨                                     |        |
| 《블랙 스완》                             | Black Swan                                      | 스콧 프랭클린, 마이크 매더보이, 브라이언 올리버                             |        |
| 《파이터》                                | The Fighter                                     | 데이비드 호버먼, 토드 리버먼, 마크 월버그                                   |        |
| 《인셉션》                                | Inception                                       | 크리스토퍼 놀란, 에마 토머스                                                |        |
| 《에브리바디 올라잇》                     | The Kids Are All Right                          | 게리 길버트, 제프리 레비힌트, 셀린 래트레이                                 |        |
| 《소셜 네트워크》                         | The Social Network                              | 대나 브루네티, 신 채핀, 마이클 드 루카, 스콧 루딘                           |        |
| 《토이 스토리 3》                         | Toy Story 3                                     | 달라 K. 앤더슨                                                              |        |
| 《더 브레이브》                           | True Grit                                       | 조엘 코언, 이선 코언, 스콧 루딘                                             |        |
| 《윈터스 본》                             | Winter's Bone                                   | 앨릭스 매디건, 앤 로셀리니                                                  |        |
| 2011년 (제84회)                           |                                                 |                                                                             |        |
| 《아티스트》                              | The Artist                                      | 토머스 랭먼                                                                 |        |
| 《디센던트》                              | The Descendants                                 | 짐 버크, 짐 테일러, 알렉산더 페인                                           |        |
| 《엄청나게 시끄럽고 믿을 수 없게 가까운》 | Extremely Loud & Incredibly Close               | 스콧 루딘                                                                   |        |
| 《헬프》                                  | The Help                                        | 브런슨 그린, 크리스 콜럼버스, 마이클 바나던                                 |        |
| 《휴고》                                  | Hugo                                            | 그레이엄 킹, 마틴 스코세이지                                                |        |
| 《미드나잇 인 파리》                      | Midnight in Paris                               | 레티 에런슨, 스티븐 테넨바움                                                |        |
| 《머니볼》                                | Moneyball                                       | 마이클 데루카, 레이첼 호로비츠, 브래드 피트                                 |        |
| 《트리 오브 라이프》                      | The Tree of Life                                | 디디 가드너, 사사 그린, 그랜트 힐, 빌 포래드                                |        |
| 《워 호스》                               | War Horse                                       | 스티븐 스필버그, 캐슬린 케네디                                              |        |
| 2012년 (제85회)                           |                                                 |                                                                             |        |
| 《아르고》                                | Argo                                            | 그랜트 헤슬로브, 벤 애플렉, 조지 클루니                                     |        |
| 《아무르》                                | Amour                                           | 마가렛 메네고즈, 스티븐 안트, 베이트 하이듀시카, 마하엘 카츠                |        |
| 《비스트》                                | Beasts of the Southern Wild                     | 댄 잰베이, 조시 펜, 마이클 고트월드                                         |        |
| 《장고: 분노의 추적자》                   | Django Unchained                                | 스테이시 셰어, 레지널드 허들린, 필러 새본                                   |        |
| 《레 미제라블》                           | Les Misérables                                  | 팀 베번, 에릭 펠너, 데브라 헤이워드, 캐머런 매킨토시                        |        |
| 《라이프 오브 파이》                      | Life of Pi                                      | 길 네터, 리안, 데이비드 워마크                                              |        |
| 《링컨》                                  | Lincoln                                         | 스티븐 스필버그, 캐슬린 케네디                                              |        |
| 《실버라이닝 플레이북》                   | Silver Linings Playbook                         | 도나 질로티, 브루스 코언, 조너선 고든                                       |        |
| 《제로 다크 서티》                        | Zero Dark Thirty                                | 마크 볼, 캐스린 비글로, 메건 엘리슨                                         |        |
| 2013년 (제86회)                           |                                                 |                                                                             |        |
| 《노예 12년》                             | 12 Years a Slave                                | 브래드 피트, 데드 가드너, 제러미 클라이너, 스티브 매퀸, 안소니 카타가스     |        |
| 《아메리칸 허슬》                         | American Hustle                                 | 찰스 로벤, 리처드 서클, 메건 엘리슨, 조너선 고든                            |        |
| 《캡틴 필립스》                           | Captain Phillips                                | 스콧 루딘, 데이너 브루네티, 마이클 드 루카                                  |        |
| 《달라스 바이어스 클럽》                  | Dallas Buyers Club                              | 로비 브레너, 레이첼 윈터                                                    |        |
| 《그래비티》                              | Gravity                                         | 알폰소 쿠아론, 데이비드 헤이먼                                              |        |
| 《그녀》                                  | Her                                             | 메건 엘리슨, 스파이크 존스, 빈센트 랜데이                                   |        |
| 《네브래스카》                            | Nebraska                                        | 앨버트 버거, 론 에르사                                                      |        |
| 《필로미나의 기적》                       | Philomena                                       | 개브리엘 타나, 스티븐 쿠건, 트레이시 시워드                                 |        |
| 《더 울프 오브 월 스트리트》              | The Wolf of Wall Street                         | 마틴 스코세이지, 레오나르도 디카프리오, 조이 맥파랜드, 에마 틸린저 코스코프 |        |
| 2014년 (제87회)                           |                                                 |                                                                             |        |
| 《버드맨》                                | Birdman or (The Unexpected Virtue of Ignorance) | 알레한드로 곤살레스 이냐리투, 존 레셔, 제임스 W. 스코치도폴                 |        |
| 《아메리칸 스나이퍼》                     | American Sniper                                 | 클린트 이스트우드, 앤드류 라자, 로버트 로렌즈, 브래들리 쿠퍼, 피터 모건     |        |
| 《보이후드》                              | Boyhood                                         | 리처드 링클레이터, 캐슬린 서덜랜드                                          |        |
| 《그랜드 부다페스트 호텔》                | The Grand Budapest Hotel                        | 웨스 앤더슨, 스콧 루딘, 스티븐 M. 레일스, 제러미 도슨                       |        |
| 《이미테이션 게임》                       | The Imitation Game                              | 노라 그로스먼, 이도 오스트로스키, 테디 슈워츠먼                             |        |
| 《셀마》                                  | Selma                                           | 크리스천 콜슨, 오프라 윈프리, 디드 가드너, 제러미 클라이너                  |        |
| 《사랑에 대한 모든 것》                   | The Theory of Everything                        | 팀 베번, 에릭 펠너, 리사 브루스, 앤서니 매카튼                              |        |
| 《위플래쉬》                              | Whiplash                                        | 제이슨 블룸, 헬렌 이스터브룩, 데이비드 랭커스터                             |        |
| 2015년 (제88회)                           |                                                 |                                                                             |        |
| 《스포트라이트》                          | Spotlight                                       | 마이클 슈거, 스티브 골린, 니콜 로클린, 블라이 파우스트                      |        |
| 《빅쇼트》                                | The Big Short                                   | 디드 가드너, 제러미 클라이너, 브래드 피트                                   |        |
| 《스파이 브릿지》                         | Bridge of Spies                                 | 스티븐 스필버그, 마크 플랫, 크리스티 매코스코 크리거                        |        |
| 《브루클린》                              | Brooklyn                                        | 피놀라 드와이어, 아만다 포지                                                |        |
| 《매드 맥스: 분노의 도로》                | Mad Max: Fury Road                              | 더그 미첼, 조지 밀러                                                        |        |
| 《마션》                                  | The Martian                                     | 사이먼 킨버그, 리들리 스콧, 마이클 섀퍼, 마크 휴펌                          |        |
| 《레버넌트: 죽음에서 돌아온 자》          | The Revenant                                    | 아논 밀천, 스티브 골린, 알레한드로 G. 이냐리투, 메리 패런트, 키스 레드먼    |        |
| 《룸》                                    | Room                                            | 에드 가이니                                                                 |        |
| 2016년 (제89회)                           |                                                 |                                                                             |        |
| 《문라이트》                              | Moonlight                                       | 아델 로만스키, 디디 가드너, 제러미 클라이너                                 |        |
| 《컨택트》                                | Arrival                                         | 숀 레비, 댄 레빈, 애런 라이더, 데이비드 린드                                |        |
| 《펜스》                                  | Fences                                          | 스콧 루딘, 덴젤 워싱턴, 토드 블랙                                           |        |
| 《핵소 고지》                             | Hacksaw Ridge                                   | 빌 메카닉, 데이비드 퍼머트                                                  |        |
| 《로스트 인 더스트》                      | Hell or High Water                              | 카를라 해큰, 줄리 욘                                                        |        |
| 《히든 피겨스》                           | Hidden Figures                                  | 돈나 질로티, 피터 처닌, 제노 토핑, 패럴 윌리엄스, 시어도어 멜피             |        |
| 《라라랜드》                              | La La Land                                      | 프레드 버거, 조던 호로위츠, 마크 플랫                                       |        |
| 《라이언》                                | Lion                                            | 에밀 셔먼, 이안 캐닝, 앤지 필더                                             |        |
| 《맨체스터 바이 더 씨》                   | Manchester by the Sea                           | 맷 데이먼, 킴벌리 스튜어드, 크리스 무어, 로런 벡, 케빈 J. 월시              |        |
| 2017년 (제90회)                           |                                                 |                                                                             |        |
| 《셰이프 오브 워터: 사랑의 모양》         | The Shape of Water                              | 기예르모 델 토로, J. 마일스 데일                                            |        |
| 《콜 미 바이 유어 네임》                  | Call Me by Your Name                            | 피터 스피어스, 루카 과다니노, 에밀리 조지스, 마르코 모라비토                |        |
| 《다키스트 아워》                         | Darkest Hour                                    | 팀 베번, 에릭 펠너, 리사 브루스, 앤서니 매카튼, 더글라스 어번스키           |        |
| 《덩케르크》                              | Dunkirk                                         | 에마 토머스, 크리스토퍼 놀란                                                |        |
| 《겟 아웃》                               | Get Out                                         | 숀 매키트릭, 제이슨 블룸, 에드워드 H. 햄 주니어, 조던 필                    |        |
| 《레이디 버드》                           | Lady Bird                                       | 스콧 루딘, 일라이 부시, 이블린 오닐                                         |        |
| 《팬텀 스레드》                           | Phantom Thread                                  | 조앤 셀라, 폴 토머스 앤더슨, 메건 엘리슨, 대니얼 루피                       |        |
| 《더 포스트》                             | The Post                                        | 에이미 파스칼, 스티븐 스필버그, 크리스티 매코스코 크리거                    |        |
| 《쓰리 빌보드》                           | Three Billboards Outside Ebbing, Missouri       | 그레이엄 브로드벤트, 피터 체닌, 마틴 맥도너                                 |        |
| 2018년 (제91회)                           |                                                 |                                                                             |        |
| 《그린 북》                               | Green Book                                      | 짐 버크, 찰스 B. 웨슬러, 브라이언 커리, 피터 패럴리, 닉 발레롱가            |        |
| 《블랙 팬서》                             | Black Panther                                   | 케빈 파이기                                                                 |        |
| 《블랙클랜스맨》                          | BlacKkKlansman                                  | 숀 매키트릭, 제이슨 블룸, 레이먼드 맨스필드, 조던 필, 스파이크 리           |        |
| 《보헤미안 랩소디》                       | Bohemian Rhapsody                               | 그레이엄 킹                                                                 |        |
| 《더 페이버릿: 여왕의 여자》              | The Favourite                                   | 세시 뎀프시, 에드 가이니, 리 매기데이, 요르고스 란티모스                    |        |
| 《로마》                                  | Roma                                            | 가브리엘라 로드리게스, 알폰소 쿠아론                                        |        |
| 《스타 이즈 본》                          | A Star Is Born                                  | 빌 거버, 제러미 클라이너, 애덤 매케이, 케빈 메식                            |        |
| 《바이스》                                | Vice                                            | 디디 가드너, 제러미 클라이너, 애덤 매케이, 케빈 메식                        |        |
| 2019년 (제92회)                           |                                                 |                                                                             |        |
| 《기생충》                                | Parasite                                        | 곽신애, 봉준호, 문양권                                                      |        |
| 《포드 V 페라리》                         | Ford v Ferrari                                  | 피터 처닌, 제노 토핑, 제임스 맨골드                                         |        |
| 《아이리시맨》                            | The Irishman                                    | 마틴 스콜세지, 로버트 드니로, 제인 로젠탈, 에마 틸린저 코스코프             |        |
| 《조조 래빗》                             | Jojo Rabbit                                     | 카튜 닐, 타이카 와이티티                                                    |        |
| 《조커》                                  | Joker                                           | 토드 필립스, 브래들리 쿠퍼, 에마 틸린저 코스코프                            |        |
| 《작은 아씨들》                           | Little Women                                    | 에이미 파스칼                                                               |        |
| 《결혼 이야기》                           | Marriage Story                                  | 노아 바움백, 데이비드 헤이먼                                                |        |
| 《1917》                                  | 1917                                            | 샘 멘데스, 피파 해리스, 제인앤 텡그렌, 콜럼 맥두걸                          |        |
| 《원스 어폰 어 타임 인 할리우드》         | Once Upon a Time in Hollywood                   | 데이비드 헤이먼, 새넌 매킨토시, 쿠엔틴 타란티노                             |        |

### 2020년대
| 연도                               | 제목                              | 원제                                                                               | 제작자 |
| ---------------------------------- | --------------------------------- | ---------------------------------------------------------------------------------- | ------ |
| 2020/21년 (제93회)                 |                                   |                                                                                    |        |
| 《노매드랜드》                     | Nomadland                         | 프랜시스 맥도먼드, 피터 스피어스, 몰리 애셔, 댄 잰비, 클로이 자오                  |        |
| 《더 파더》                        | The Father                        | 데이비드 파핏, 장루이 리비, 필리프 카르카손                                        |        |
| 《유다 그리고 블랙 메시아》        | Judas and the Black Messiah       | 샤카 킹, 찰스 D. 킹, 라이언 쿠글러                                                 |        |
| 《맹크》                           | Mank                              | 시안 체이핀, 에릭 로스, 더글라스 어번스키                                          |        |
| 《미나리》                         | Minari                            | 크리스티나 오                                                                      |        |
| 《프라미싱 영 우먼》               | Promising Young Woman             | 벤 브라우닝, 애슐리 폭스, 에머럴드 피넬, 조시 맥너마라                             |        |
| 《사운드 오브 메탈》               | Sound of Metal                    | 버트 헤임링크, 사샤 벤아로슈                                                       |        |
| 《트라이얼 오브 더 시카고 7》      | The Trial of the Chicago 7        | 마크 플랫, 스튜어트 M. 베서                                                        |        |
| 2021년 (제94회)                    |                                   |                                                                                    |        |
| 《코다》                           | CODA                              | 파브리스 잔페르미, 필리프 루슬레, 패트릭 왁스버거                                  |        |
| 《벨파스트》                       | Belfast                           | 로라 버윅, 케네스 브래나, 베카 코바칙, 타마르 토머스                               |        |
| 《돈 룩 업》                       | Don't Look Up                     | 애덤 매케이, 케빈 메식                                                             |        |
| 《드라이브 마이 카》               | Drive My Car                      | 야마모토 데루히사                                                                  |        |
| 《듄》                             | Dune                              | 메리 패런트, 드니 빌뇌브, 케일 보이터                                              |        |
| 《킹 리차드》                      | King Richard                      | 팀 화이트, 트레버 화이트, 윌 스미스                                                |        |
| 《리코리쉬 피자》                  | Licorice Pizza                    | 세라 머피, 애덤 섬너, 폴 토머스 앤더슨                                             |        |
| 《나이트메어 앨리》                | Nightmare Alley                   | 기예르모 델토로, J. 마일스 데일, 브래들리 쿠퍼                                     |        |
| 《파워 오브 도그》                 | The Power of the Dog              | 에밀 셔먼, 이언 캐닝, 로제 프라피에, 제인 캠피언, 태니아 서개치언                  |        |
| 《웨스트 사이드 스토리》           | West Side Story                   | 스티븐 스필버그, 크리스티 마코스코 크리거                                          |        |
| 2022년 (제95회)                    |                                   |                                                                                    |        |
| 《에브리씽 에브리웨어 올 앳 원스》 | Everything Everywhere All at Once | 다니엘 콴, 다니엘 샤이너트, 조너선 왕                                              |        |
| 《서부 전선 이상 없다》            | All Quiet on the Western Front    | 말테 그루네르트                                                                    |        |
| 《아바타: 물의 길》                | Avatar: The Way of Water          | 제임스 카메론, 존 랜다우                                                           |        |
| 《이니셰린의 밴시》                | The Banshees of Inisherin         | 그레이엄 브로드벤트, 피터 체닌, 마틴 맥도나                                        |        |
| 《엘비스》                         | Elvis                             | 배즈 루어먼, 캐서린 마틴, 게일 버만, 패트릭 맥코믹, 슐러 와이스                    |        |
| 《파벨만스》                       | The Fabelmans                     | 크리스티 마코스코 크리거, 스티븐 스필버그, 토니 쿠슈너                             |        |
| 《타르》                           | Tár                               | 토드 필드, 알렉산드라 밀찬, 스콧 램버트                                            |        |
| 《탑건: 매버릭》                   | Top Gun: Maverick                 | 톰 크루즈, 크리스토퍼 매쿼리, 데이비드 엘리슨, 제리 브룩하이머                     |        |
| 《슬픔의 삼각형》                  | Triangle of Sadness               | 에리크 헴멘스도르프, 필리프 보베르                                                 |        |
| 《위민 토킹》                      | Women Talking                     | 디디 가드너, 제러미 클라이너, 프랜시스 맥도먼드                                    |        |
| 2023년 (제96회)                    |                                   |                                                                                    |        |
| 《오펜하이머》                     | Oppenheimer                       | 에마 토머스, 찰스 로븐, 크리스토퍼 놀란                                            |        |
| 《아메리칸 픽션》                  | American Fiction                  | 벤 러클레어, 니코스 카라미요스, 코드 제퍼슨, 저메인 존슨                           |        |
| 《추락의 해부》                    | Anatomy of a Fall                 | 마리앙주 루시아니, 다비드 티옹                                                     |        |
| 《바비》                           | Barbie                            | 데이비드 헤이먼, 마고 로비, 톰 애컬리, 로비 브레너                                 |        |
| 《바튼 아카데미》                  | The Holdovers                     | 마크 존슨                                                                          |        |
| 《플라워 킬링 문》                 | Killers of the Flower Moon        | 댄 프리드킨, 브래들리 토머스, 마틴 스코세이지, 다니엘 루피                         |        |
| 《마에스트로 번스타인》            | Maestro                           | 브래들리 쿠퍼, 스티븐 스필버그, 프레드 버너, 에이미 더닝, 크리스티 머코스코 크리거 |        |
| 《패스트 라이브즈》                | Past Lives                        | 데이비드 이노호사, 크리스틴 배숀, 패멀라 코플러                                    |        |
| 《가여운 것들》                    | Poor Things                       | 에드 가이니, 앤드루 로, 요르고스 란티모스, 엠마 스톤                               |        |
| 《존 오브 인터레스트》             | The Zone of Interest              | 제임스 윌슨                                                                        |        |
| 2024년 (제97회)                    |                                   |                                                                                    |        |
| 《아노라》                         | Anora                             | 알렉스 코코, 서맨사 콴, 숀 베이커                                                  |        |
| 《브루탈리스트》                   | The Brutalist                     | 닉 고든, 브라이언 영, 앤드류 모리슨, D.J. 구겐하임, 브레이디 코베이                |        |
| 《컴플리트 언노운》                | A Complete Unknown                | 프레드 버거, 제임스 맨골드, 알렉스 하이네만                                        |        |
| 《콘클라베》                       | Conclave                          | 테사 로스, 줄리엣 하웰, 마이클 A. 잭맨                                             |        |
| 《듄: 파트 2》                     | Dune: Part Two                    | 메리 페런트, 칼 보이터, 타냐 라포인테, 드니 빌뇌브                                 |        |
| 《에밀리아 페레즈》                | Emilia Pérez                      | 파스칼 코셰토, 자크 오디아르                                                       |        |
| 《아임 스틸 히어》                 | I'm Still Here                    | 마리아 칼로타 브루노, 로드리고 테셰이라                                            |        |
| 《니클의 소년들》                  | Nickel Boys                       | 디디 가드너, 제러미 클라이너, 조슬린 반스                                          |        |
| 《서브스턴스》                     | The Substance                     | 코랄리 파르자, 팀 베번, 에릭 펠너                                                  |        |
| 《위키드》                         | Wicked                            | 마크 플랫                                                                          |        |

## 같이 보기
- 영국 아카데미 작품상
- 영화 목록